# Fausto Tienza
Juan José Collantes Guerrero (ur. 8 stycznia 1990 w Talavera la Real) – hiszpański piłkarz występujący na pozycji pomocnika w Cádiz CF.